# Interprovincial Championship 1975-76
El Interprovincial Championship de 1975-76 fue la trigésima edición del torneo de equipos provinciales de la Isla de Irlanda, es decir tanto de la República de Irlanda como de Irlanda del Norte.

## Sistema de disputa
El torneo se disputó en formato de todos contra todos, otorgando 2 puntos por el triunfo, 1 por el empate y 0 por la derrota. El equipo que obtuviera más puntos al final del campeonato era declarado campeón.

## Desarrollo
- Tabla de posiciones:[1]

| Pos. | Equipo         | Encuentros | Encuentros | Encuentros | Encuentros | Tantos | Tantos | Tantos | Puntos |
| Pos. | Equipo         | PJ         | PG         | PE         | PP         | F      | C      | Dif    | Puntos |
| ---- | -------------- | ---------- | ---------- | ---------- | ---------- | ------ | ------ | ------ | ------ |
| 1.º  | Leinster Rugby | 3          | 2          | 0          | 1          | 23     | 18     | +5     | 4      |
| 1.º  | Ulster Rugby   | 3          | 2          | 0          | 1          | 24     | 26     | -2     | 4      |
| 1.º  | Munster Rugby  | 3          | 2          | 0          | 1          | 32     | 15     | +17    | 4      |
| 4.º  | Connacht Rugby | 3          | 0          | 0          | 3          | 9      | 29     | -20    | 0      |

|  | Campeón. |

### Resultados
| 1975 | Leinster | 7 - 0 | Connacht |  |  |

| 1975 | Ulster | 9 - 7 | Munster |  |  |

| 1975 | Munster | 9 - 0 | Leinster |  |  |

| 1975 | Connacht | 3 - 6 | Ulster |  |  |

| 1975 | Leinster | 16 - 9 | Ulster |  |  |

| 1975 | Connacht | 6 - 16 | Munster |  |  |

| Bandera de Irlanda    |
| Campeón Leinster      |
| Décimo segundo título |

| Bandera de Irlanda    |
| Campeón Munster       |
| Décimo segundo título |

| Bandera de Irlanda   |
| Campeón Ulster       |
| Décimo tercer título |